# جایی فراتر از جهان
مکانی فراتر از کیهان (宇宙よりも遠い場所 Sora yori mo Tōi Basho) یک مجموعه انیمه تلویزیونی ژاپنی است ساختهٔ استودیو مدهاوس است. آتسوکو ایشیزوکا، جوکی هانادا و تاکاهیرو یوشیماتسو به ترتیب کارگردان، نویسنده و طراح شخصیت این مجموعه بوده‌اند. این مجموعه بین ژانویه و مارس ۲۰۱۸ در ژاپن پخش شد.

## خلاصه داستان
ماری تاماکی دانش‌آموز سال دوم دبیرستانی است که می‌خواهد از جوانی خود بهترین استفاده را ببرد اما معمولاً از انجام این کار بسیار می‌ترسد. او یک روز با شیراسه کوبوچیزاوا، دختری که در حال پس‌انداز کردن برای سفر به قطب جنوب، جایی که مادرش سه سال پیش ناپدید شد، هست، آشنا می‌شود. با پیوستن دو دختر دیگر، هیناتا میاکه و یوزوکی شیرایشی، گروهی تشکیل می‌شود که به سمت قطب جنوب می‌رود.

## پذیرایی
ورج این اثر را به عنوان یکی از بهترین انیمه‌هاهای سال ۲۰۱۸ انتخاب کرد، نیویورک تایمز با منتقد تلویزیونی، مایک هیل، این اثر را در فهرست #۸ نمایش بین‌المللی برتر سال قرار داد و آن را به‌عنوان «داستانی خنده‌دار و تکان‌دهنده دوران بلوغ که باید در تمام مرزهای سنی یا فرهنگی ترجمه شود» توصیف کرد. اوتاکو آمریکا شخصیت‌پردازی و طنز اثر را تحسین کرد و افزود که «کارگردانی به زمان‌بندی کمدی کمک زیادی کرده و باعث شده که برخی از نقاط اوج قابل حدس به مخاطب احساس تازگی بدهد».
در سال ۲۰۱۹، کرانچی‌رول این انیمه را در فهرست «۲۵ انیمه برتر دهه ۲۰۱۰» قرار داد و آن را به عنوان «سریالی صادقانه دربارهٔ دنبال کردن رؤیاها، یادگیری چگونگی بیرون آمدن از محدودیت‌های خود و زندگی پر از ماجراجویی» توصیف کرد. آی‌جی‌ان نیز آن را در زمره بهترین انیمه‌های دهه ۲۰۱۰ قرار داد.